# Pure Earth
Pure Earth, grundad 1999 som Blacksmith Institute, är en organisation med målet att lösa föroreningsproblem med risk att påverka mänsklig hälsa i låg- och medelinkomstländer. Organisationen grundades av dess ordförande Richard Fuller. Ett flertal projekt drivs i början av 2016 i Ghana, Zambia, Kina, Mongoliet, Azerbajdzjan, Armenien, Tadzjikistan, Mexiko, Peru, Indien, Filippinerna och Indonesien.
2011 tilldelades Pure Earth (då med namnet Blacksmith Institute) Green Star Award, ett miljöpris instiftat av FN och Green Cross International.